# Hieracium cryptocaesium
Hieracium cryptocaesium es una especie de planta con flor del género Hieracium, de la familia Asteraceae, orden Asterales.

## Distribución
Hieracium cryptocaesium se distribuye por Alemania.

## Taxonomía
Fue descrita científicamente por Gottschl. Fue publicada en Bot. Rundbr. Mecklenburg-Vorpommern.